# Ширен
Ширен (нем. Schieren) — община в Германии, в земле Шлезвиг-Гольштейн.
Входит в состав района Зегеберг. Подчиняется управлению Трафе-Ланд. Население составляет 279 человек (на 31 декабря 2010 года). Занимает площадь 6,36 км².